# Antonio Corradini
Antonio Corradini (Venise, 19 octobre 1688 - Naples, 12 août 1752) est un sculpteur vénitien rococo.
Actif à Venise, Vienne, Prague et enfin à Naples, où il a travaillé au service de Raimondo di Sangro dans la cour de la chapelle Sansevero. Corradini est surtout connu pour sa maîtrise dans l'exécution des figures voilées. Parmi ses grandes sculptures rappellent le monument à Johann Matthias von der Schulenburg, le groupe de la Pietà et la statue voilée de la Modestie.

## Œuvres

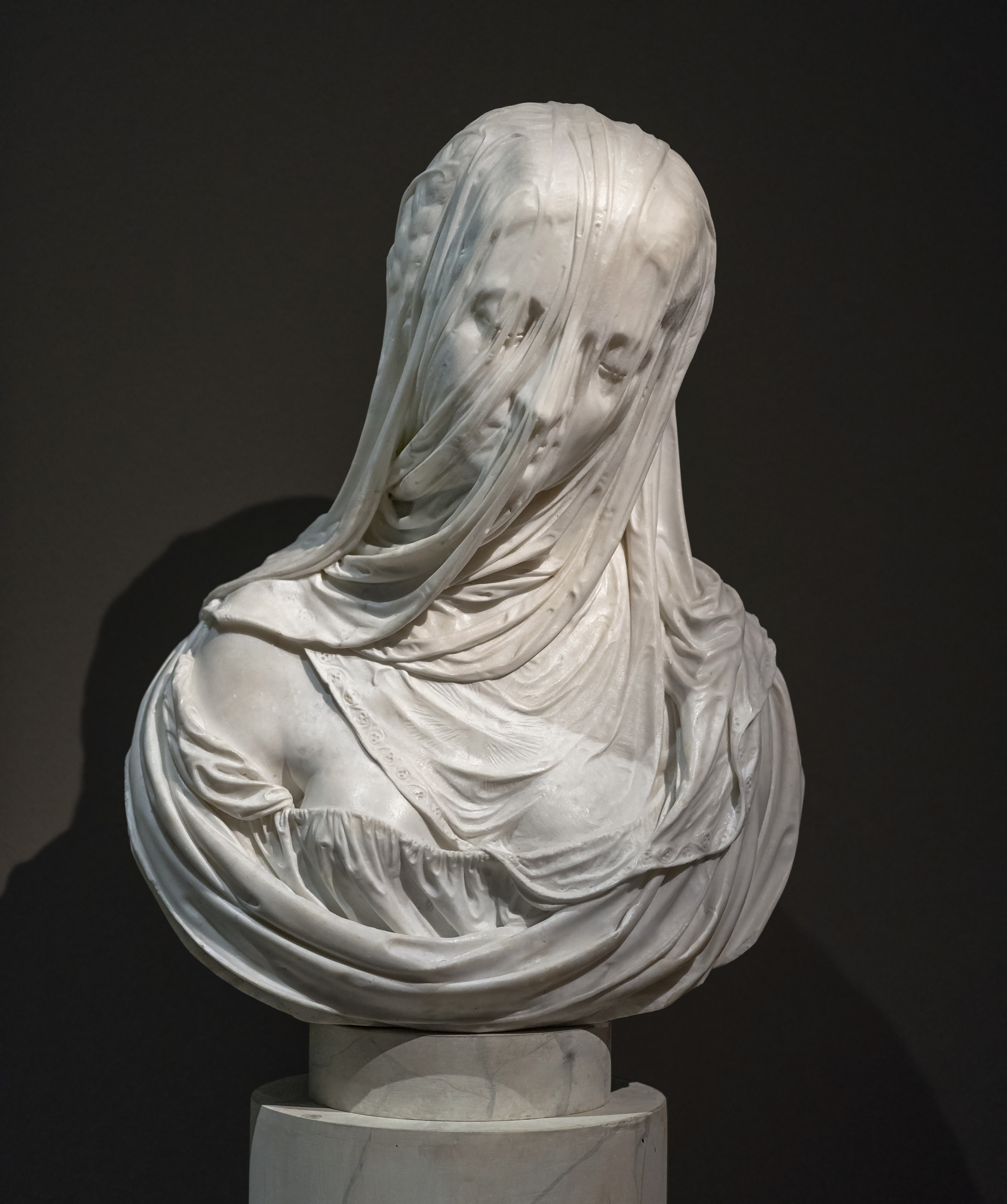
Dame voilée Ca' Rezzonico Venise
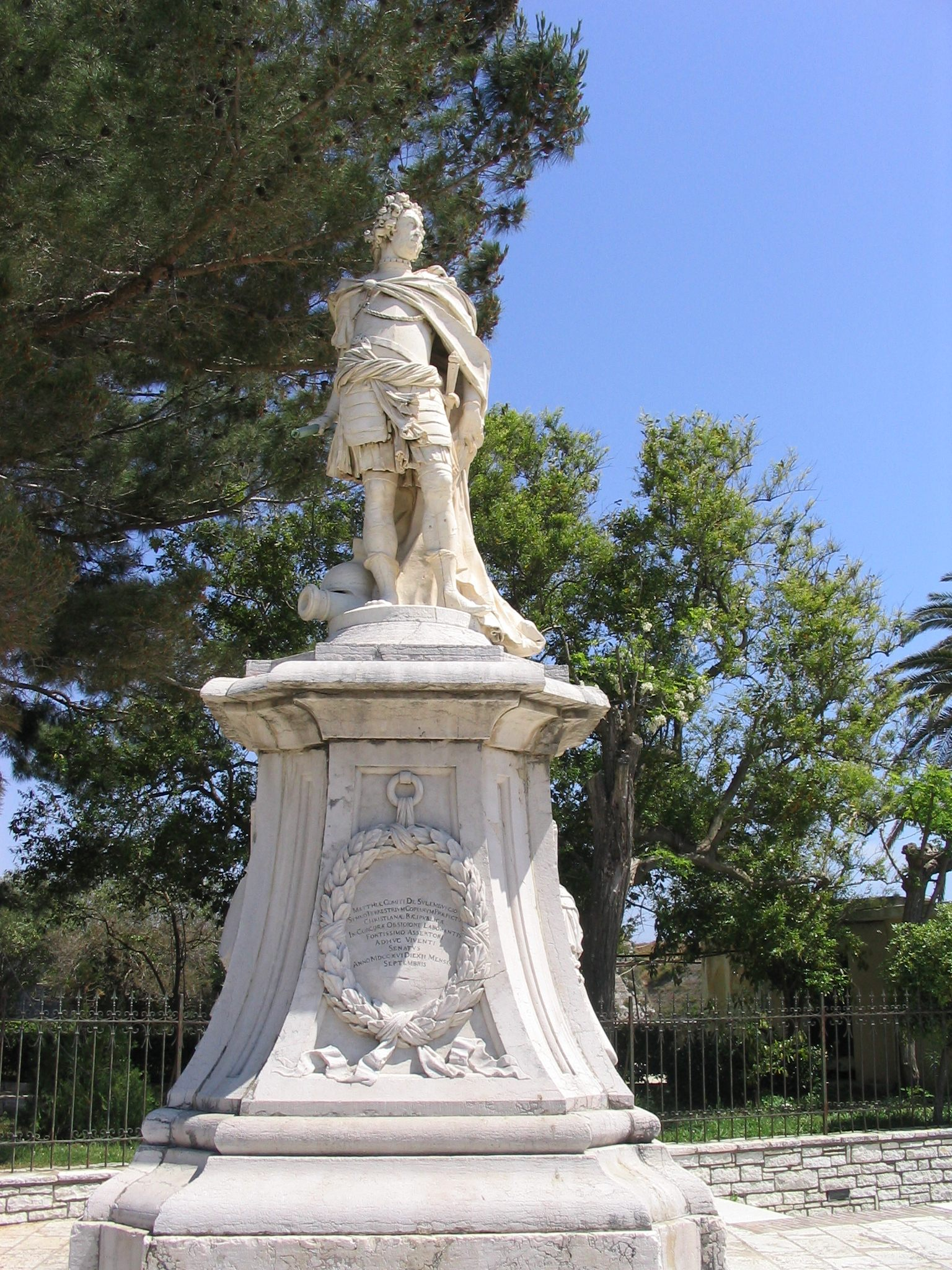
Corfou :Monument à Johannes Matthias Schulenburgu
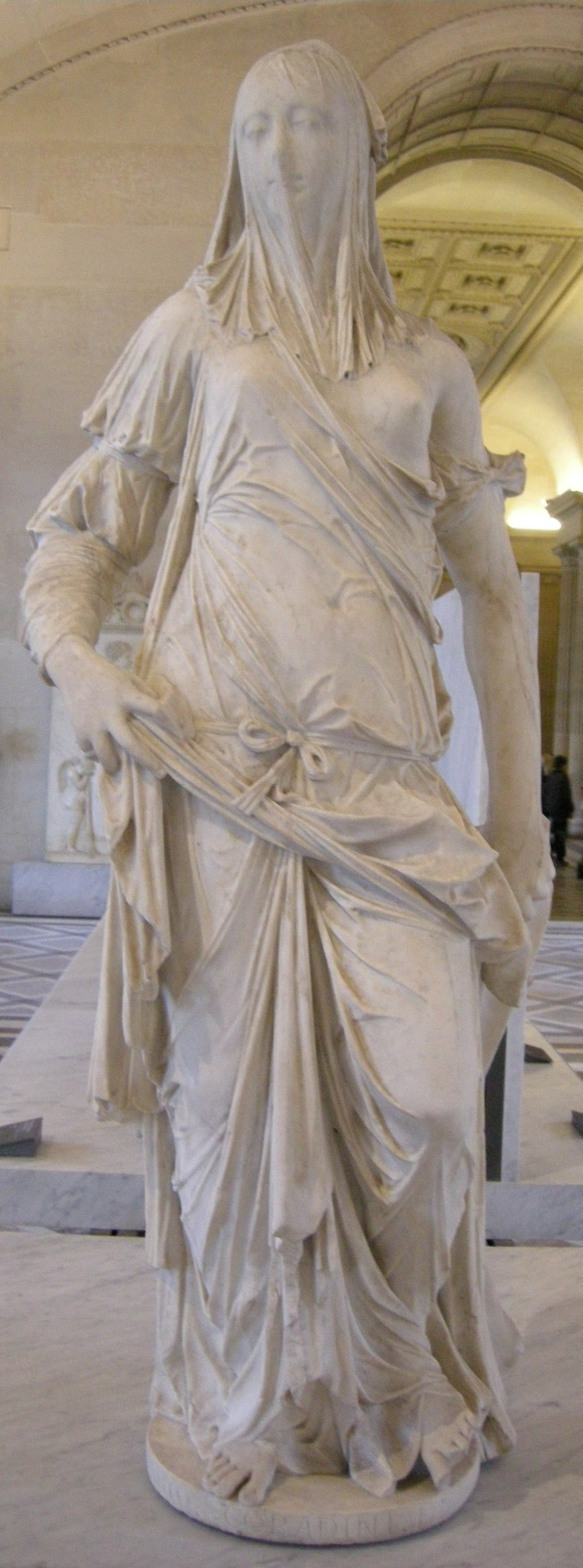
Musée du Louvre,La femme voilée
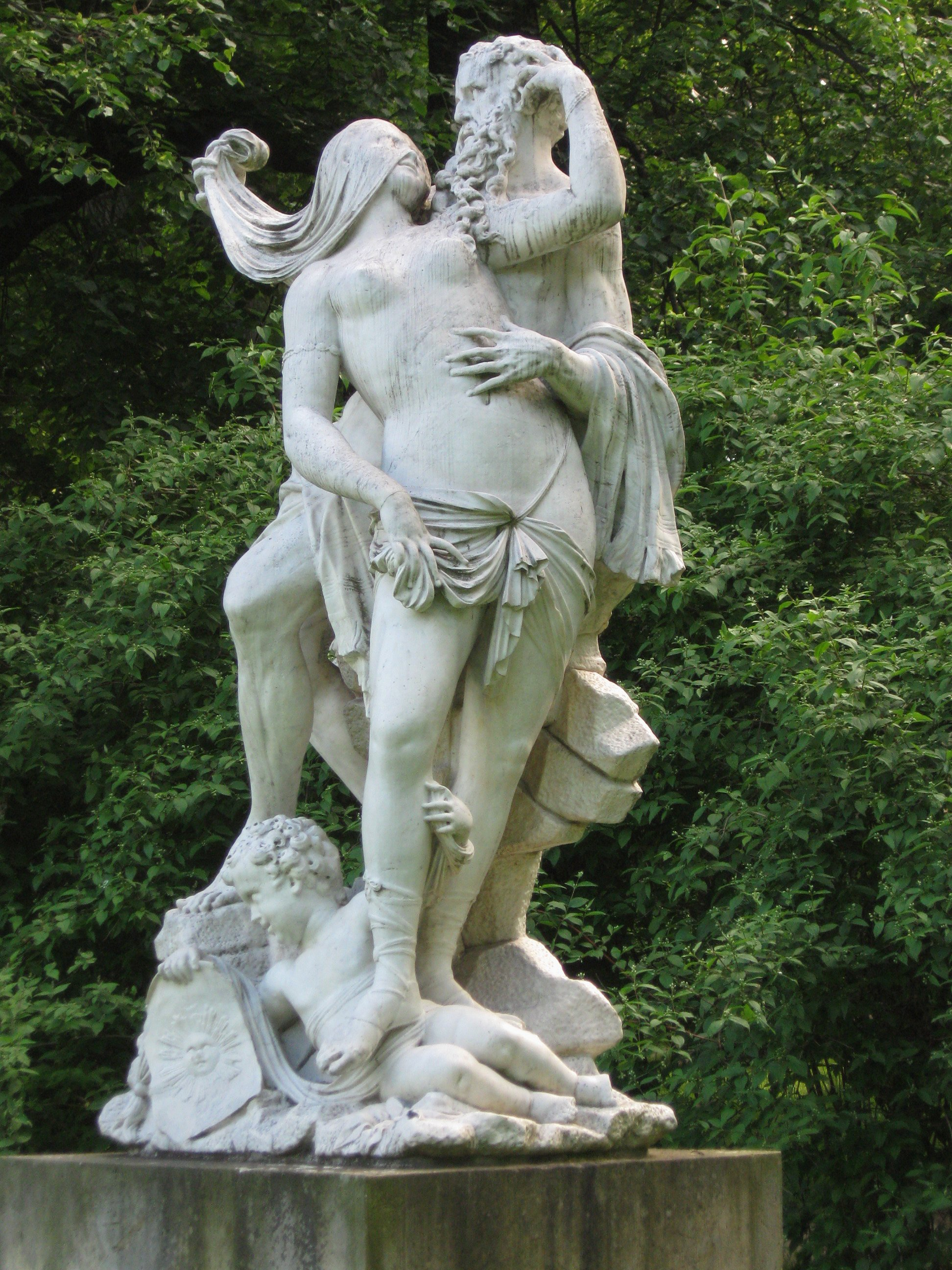
Dresde, Die Zeit enthuellt die Wahrheit

## Sources
- (en) Cet article est partiellement ou en totalité issu de l’article de Wikipédia en anglais intitulé « Antonio Corradini » (voir la liste des auteurs).